# Penitents (métro de Barcelone)
Penitents est une station de la ligne 3 du métro de Barcelone.

## Situation sur le réseau
La station est située sous l'avenue de Vallcarca (Avinguda de Vallcarca), sur le territoire de la commune de Barcelone, dans le district de Gràcia.

## Histoire
La station est ouverte au public en 1985, lors de la mise en service du prolongement de la ligne 3 depuis son terminus de Lesseps.

## À proximité
La station est située à proximité du parc du Coin de la colline (Parc de la Creueta del Coll) et du complexe sanitaire Pere Virgili (Parc Sanitari Pere Virgili).